# Mayday Classic
El Mayday Classic és una competició ciclista d'un dia que es disputa a Sud-àfrica. La cursa forma part de l'UCI Àfrica Tour, amb una categoria 1.2, des de la seva creació el 2015.

## Palmarès
| Any  | Vencedor                          | Segon | Tercer      |
| ---- | --------------------------------- | ----- | ----------- |
| 2015 | Hendrik Kruger · Nicholas Dlamini |       | Metkel Eyob |